# Почему я? (фильм, 1985)
«Почему я?» (кит. 何必有我) — гонконгская драма 1985 года, снятая режиссёром Кент Чэном. Главные роли в фильме исполнили Кент Чэн, Чоу Юнь-Фат, Оливия Чэн, Чяо Чяо.
За роль в этом фильме Кент Чэн стал обладателем Гонконгской кинопремии за лучшую мужскую роль. Чяо Чяо получила номинацию «Лучшая актриса второго плана» в «Золотой лошади».

## Сюжет
Коко (Оливия Чэн) устраивается на должность социального работника. В небольшой деревушке она знакомится с умственно отсталым мужчиной (Кент Чэн) и его матерью (Лиза Чао). Коко пытается помочь им — записать в программу социальной помощи.

## В ролях
- Кент Чэн — Толстый Кот
- Чоу Юнь-Фат — мистер Чоу
- Оливия Чэн — Коко
- Чяо Чяо — мать Толстого Кота
- Пол Чу — отец Коко
- Тянь Ли — мать Коко
- Оуян Шафей — бабушка Коко
- Карен Чан — мисс Чан
- Эрик Цан — Эрик
- Шинг Фуйон — Джексон Кен
- Джейми Лук — мошенник Кен
- Кара Хуэй — жена игрока
- Аннетт Же — оценщик IQ